# Рунку (Сучава)
Рунку (рум. Runcu) насеље је у Румунији у округу Сучава у општини Качика. Oпштина се налази на надморској висини од 540 m.

## Становништво
Према подацима из 2002. године у насељу је живело 206 становника.

### Попис2002.
| Расподела становништва по националности 2002.‍ | Расподела становништва по националности 2002.‍ | Расподела становништва по националности 2002.‍ | Расподела становништва по националности 2002.‍ | Расподела становништва по националности 2002.‍ |
| --------------------------------------------- | --------------------------------------------- | --------------------------------------------- | --------------------------------------------- | --------------------------------------------- |
|                                               |                                               |                                               |                                               |                                               |
| Румуни                                        | Румуни                                        |                                               | 118                                           | 57,3%                                         |
| Украјинци                                     | Украјинци                                     |                                               | 41                                            | 19,9%                                         |
| Пољаци                                        | Пољаци                                        |                                               | 47                                            | 22,8%                                         |